# Steingerður Þorkelsdóttir
Steingerður Þorkelsdóttir (Steingerdhur Thorkelsdóttir, n. 945) es uno de los personajes principales de la saga de Kormák, una mujer de una gran belleza cortejada por Kormákr Ögmundarson y a quien no corresponde. A diferencia de muchos otros personajes principales de las sagas nórdicas, se desconoce su genealogía, pero habitó el distrito de Tungufell, Árnessýsla, en Islandia. También aparece citada como personaje en la saga Færeyinga.
Steingerður se casó con Bessi Veleifsson con quien no tuvo descendencia y posteriormente con Þorvaldur Eysteinsson (n. 958) de Laxardal, un hijo de Eysteinn Eilífsson; con Þorvaldur tampoco se conoce descendencia.